# SIGLEC6
SIGLEC6 (англ. Sialic acid binding Ig like lectin 6) – білок, який кодується однойменним геном, розташованим у людей на довгому плечі 19-ї хромосоми. Довжина поліпептидного ланцюга білка становить 453 амінокислот, а молекулярна маса — 49 913.
| 10         |  | 20         |  | 30         |  | 40         |  | 50         |
| ---------- |  | ---------- |  | ---------- |  | ---------- |  | ---------- |
| MQGAQEASAS |  | EMLPLLLPLL |  | WAGALAQERR |  | FQLEGPESLT |  | VQEGLCVLVP |
| CRLPTTLPAS |  | YYGYGYWFLE |  | GADVPVATND |  | PDEEVQEETR |  | GRFHLLWDPR |
| RKNCSLSIRD |  | ARRRDNAAYF |  | FRLKSKWMKY |  | GYTSSKLSVR |  | VMALTHRPNI |
| SIPGTLESGH |  | PSNLTCSVPW |  | VCEQGTPPIF |  | SWMSAAPTSL |  | GPRTTQSSVL |
| TITPRPQDHS |  | TNLTCQVTFP |  | GAGVTMERTI |  | QLNVSYAPQK |  | VAISIFQGNS |
| AAFKILQNTS |  | SLPVLEGQAL |  | RLLCDADGNP |  | PAHLSWFQGF |  | PALNATPISN |
| TGVLELPQVG |  | SAEEGDFTCR |  | AQHPLGSLQI |  | SLSLFVHWKP |  | EGRAGGVLGA |
| VWGASITTLV |  | FLCVCFIFRV |  | KTRRKKAAQP |  | VQNTDDVNPV |  | MVSGSRGHQH |
| QFQTGIVSDH |  | PAEAGPISED |  | EQELHYAVLH |  | FHKVQPQEPK |  | VTDTEYSEIK |
| IHK        |  |            |  |            |  |            |  |            |

A: Аланін

C: Цистеїн

D: Аспарагінова кислота

E: Глутамінова кислота

F: Фенілаланін

G: Гліцин

H: Гістидин

I: Ізолейцин

K: Лізин

L: Лейцин

M: Метіонін

N: Аспарагін

P: Пролін

Q: Глутамін

R: Аргінін

S: Серин

T: Треонін

V: Валін

W: Триптофан

Задіяний у таких біологічних процесах, як клітинна адгезія, альтернативний сплайсинг. 
Білок має сайт для зв'язування з лектинами. 
Локалізований у клітинній мембрані, мембрані.
Також секретований назовні.